# Courcôme
Courcôme község Franciaország Új-Aquitania régiójában, Charente megyében. Lakosainak száma 801 fő (2022. január 1.). Courcôme Raix, La Faye, Ruffec, Barro, Verteuil-sur-Charente, Salles-de-Villefagnan, Charmé, Bessé, Villefagnan és Souvigné községekkel határos.
Új községként 2019. január 1-jén jött létre, amikor a régi Courcôme Tuzie és Villegats korábbi községekkel  egyesült.

## Népesség
A település népessége az elmúlt években az alábbi módon változott:
| Lakosok száma | 429  | 792  | 778  | 777  | 776  | 789  | 801  |
|               | 2008 | 2017 | 2018 | 2019 | 2020 | 2021 | 2022 |